# Setaria queenslandica
Setaria queenslandica är en gräsart som beskrevs av Karel Domin. Setaria queenslandica ingår i släktet kolvhirser, och familjen gräs. Inga underarter finns listade i Catalogue of Life.